# Иоанн Пророк
Иоа́нн Про́рок (VI век) — христианский святой, живший во времена императора Юстиниана I (483—565).
Ученик Варсонофия Великого, подвизался в монастыре аввы Серида недалеко от города Газы в Палестине.
По преданию, он прожил в келье, где ранее жил его учитель Варсонофий, в течение 18 лет «в безмолвии, подвигах и добродетели». Иоанн во всём уподоблялся своему учителю. Обладал даром предвидения, за что и был прозван «пророком». Предсказал, в том числе, дату своей смерти, которая должна была наступить сразу после кончины аввы Серида, но молодой игумен того же монастыря по имени Елиан уговорил Иоанна пожить хотя бы ещё две недели и научить того управлять монастырём.
Сохранились переписка Иоанна с Варсонофием. Его учеником называют авву Дорофея.
В XVIII веке стараниями молдавского старца схиархимандрита Паисия Величковского были найдены на Афоне наиболее полные две древнейшие пергаменные греческие рукописи «Ответов» Варсонофия Иоанну. Они были при жизни старца Паисия переведены на молдавский и славянский языки. Издание этих рукописей, так же как и перевод на русский язык, было осуществлено в XIX веке старцами Введенской Оптиной пустыни. Наставления Варсонофия Иоанну показывают степень их нравственного совершенства, любви к людям, содержат скупые факты их жизни.
День памяти в Православной Церкви — 6 февраля по старому стилю.

## Тропарь преподобным Варсонофию Великому и Иоанну Пророку
Глас 4-й:

Бо́же оте́ц на́ших,/ творя́й при́сно с на́ми по Твое́й кро́тости,/ не отста́ви ми́лость Твою́ от нас,/ но моли́твами их// в ми́ре упра́ви живо́т наш.